# Rhogeessa
Rhogeessa és un gènere de ratpenats vespertiliònids.

## Taxonomia
- Subgènere Baeodon
  - Rhogeessa alleni
- Subgènere Rhogeessa
  - Rhogeessa aeneus (Goodwin, 1958)
  - Rhogeessa alleni
  - Rhogeessa bickhami (Baird et al., 2012)
  - Ratpenat groc de Genoways (Rhogeessa genowaysi) (Baker, 1984)
  - Ratpenat groc gràcil (Rhogeessa gracilis) (Miller, 1897)
  - Rhogeessa hussoni (Genoways H. H. & R. J. Baker, 1996)
  - Rhogeessa io (Thomas, 1903)
  - Rhogeessa menchuae (Baird et al., 2012)
  - Ratpenat groc colombià (Rhogeessa minutilla) (Miller, 1897)
  - Ratpenat groc de Michoacán (Rhogeessa mira) (LaVal, 1973)
  - Ratpenat groc de Sonora (Rhogeessa parvula) (H. Allen, 1866)
  - Ratpenat groc centreamericà (Rhogeessa tumida) (H. Allen, 1866)

## Estat de conservació
Rhogeessa aeneus, Rhogeessa alleni, Rhogeessa genowaysi, Rhogeessa gracilis, Rhogeessa hussoni, Rhogeessa io, Rhogeessa minutilla, Rhogeessa mira, Rhogeessa parvula i Rhogeessa tumida apareixen a la Llista Vermella de la UICN.